# Bogata Olteană
Bogata Olteană – wieś w Rumunii, w okręgu Braszów, w gminie Hoghiz. W 2011 roku liczyła 482 mieszkańców.